# Federico di Schleswig-Holstein-Sonderburg-Augustenburg (1652-1692)
Federico, Duca di Schleswig-Holstein-Sonderburg-Augustenburg (10 dicembre 1652 – Enghien, 3 agosto 1692), è stato un nobiluomo tedesco.
Era il maggiore dei figli del Duca Ernest Günther e di sua moglie, la duchessa Augusta.

## Biografia
Succedette a suo padre come Duca di Schleswig-Holstein-Sonderburg-Augustenburg nel 1689. Tuttavia, morì appena tre anni dopo, nel 1692, durante la guerra contro i francesi.
Federico sposò Anna Christine Bereuter, ma il matrimonio rimase senza figli. Fu succeduto dal fratello Ernesto Augusto.

## Ascendenza
|                                                                        |                                                           |                                                            | Genitori                                                  |  |  | Nonni |  |  | Bisnonni                                           |  |  | Trisnonni                          |  |
|                                                                        |                                                           |                                                            |                                                           |  |  |       |  |  | 8. Johann, I duca di Schleswig-Holstein-Sonderburg |  |  | 16. Christian III, re di Danimarca |  |
|                                                                        |                                                           |                                                            |                                                           |  |  |       |  |  | 8. Johann, I duca di Schleswig-Holstein-Sonderburg |  |  | 16. Christian III, re di Danimarca |  |
|                                                                        |                                                           | 17. duchessa Dorothea von Sachsen-Lauenburg                |                                                           |  |  |       |  |  | 8. Johann, I duca di Schleswig-Holstein-Sonderburg |  |  |                                    |  |
| 4. Alexander, II duca di Schleswig-Holstein-Sonderburg                 |                                                           |                                                            |                                                           |  |  |       |  |  | 8. Johann, I duca di Schleswig-Holstein-Sonderburg |  |  |                                    |  |
|                                                                        |                                                           | 9. principessa Lisbeth von Braunschweig-Grubenhagen        | 18. Ernst III, VIII duca di Brunswick-Grubenhagen         |  |  |       |  |  |                                                    |  |  |                                    |  |
|                                                                        |                                                           | 9. principessa Lisbeth von Braunschweig-Grubenhagen        | 18. Ernst III, VIII duca di Brunswick-Grubenhagen         |  |  |       |  |  |                                                    |  |  |                                    |  |
|                                                                        |                                                           | 9. principessa Lisbeth von Braunschweig-Grubenhagen        | 19. duchessa Margarete von Pommern-Wolgast                |  |  |       |  |  |                                                    |  |  |                                    |  |
| 2. Ernst Günther, I duca di Schleswig-Holstein-Sonderburg-Augustenburg |                                                           | 9. principessa Lisbeth von Braunschweig-Grubenhagen        |                                                           |  |  |       |  |  |                                                    |  |  |                                    |  |
|                                                                        |                                                           | 10. Johann Günther I, I conte di Schwarzburg-Sondershausen | 20. Günther XL, I conte di Schwarzburg                    |  |  |       |  |  |                                                    |  |  |                                    |  |
|                                                                        |                                                           | 10. Johann Günther I, I conte di Schwarzburg-Sondershausen | 20. Günther XL, I conte di Schwarzburg                    |  |  |       |  |  |                                                    |  |  |                                    |  |
|                                                                        |                                                           | 10. Johann Günther I, I conte di Schwarzburg-Sondershausen | 21. contessa Elisabeth von Isenburg-Büdingen-Wächtersbach |  |  |       |  |  |                                                    |  |  |                                    |  |
| 5. contessa Dorothea von Schwarzburg-Sondershausen                     |                                                           | 10. Johann Günther I, I conte di Schwarzburg-Sondershausen |                                                           |  |  |       |  |  |                                                    |  |  |                                    |  |
|                                                                        |                                                           | 11. contessa Anna von Oldenburg                            | 22. Anton I, IV conte di Oldenburg                        |  |  |       |  |  |                                                    |  |  |                                    |  |
|                                                                        |                                                           | 11. contessa Anna von Oldenburg                            | 22. Anton I, IV conte di Oldenburg                        |  |  |       |  |  |                                                    |  |  |                                    |  |
|                                                                        |                                                           | 11. contessa Anna von Oldenburg                            | 23. duchessa Sofie von Sachsen-Lauenburg                  |  |  |       |  |  |                                                    |  |  |                                    |  |
| 1. Friedrich, II duca di Schleswig-Holstein-Sonderburg-Augustenburg    |                                                           | 11. contessa Anna von Oldenburg                            |                                                           |  |  |       |  |  |                                                    |  |  |                                    |  |
|                                                                        | 12. Johann, I duca di Schleswig-Holstein-Sonderburg (= 8) | 24. Christian III, re di Danimarca (= 16)                  |                                                           |  |  |       |  |  |                                                    |  |  |                                    |  |
|                                                                        | 12. Johann, I duca di Schleswig-Holstein-Sonderburg (= 8) | 24. Christian III, re di Danimarca (= 16)                  |                                                           |  |  |       |  |  |                                                    |  |  |                                    |  |
|                                                                        | 12. Johann, I duca di Schleswig-Holstein-Sonderburg (= 8) | 25. principessa Dorothea von Sachsen-Lauenburg (= 17)      |                                                           |  |  |       |  |  |                                                    |  |  |                                    |  |
| 6. Philipp, I duca di Schleswig-Holstein-Sonderburg-Glücksburg         | 12. Johann, I duca di Schleswig-Holstein-Sonderburg (= 8) |                                                            |                                                           |  |  |       |  |  |                                                    |  |  |                                    |  |
|                                                                        |                                                           | 13. principessa Lisbeth von Braunschweig-Grubenhagen (= 9) | 26. Ernst III, VIII duca di Brunswick-Grubenhagen (= 18)  |  |  |       |  |  |                                                    |  |  |                                    |  |
|                                                                        |                                                           | 13. principessa Lisbeth von Braunschweig-Grubenhagen (= 9) | 26. Ernst III, VIII duca di Brunswick-Grubenhagen (= 18)  |  |  |       |  |  |                                                    |  |  |                                    |  |
|                                                                        |                                                           | 13. principessa Lisbeth von Braunschweig-Grubenhagen (= 9) | 27. duchessa Margarete von Pommern-Wolgast (= 19)         |  |  |       |  |  |                                                    |  |  |                                    |  |
| 3. duchessa Auguste von Holstein-Sonderburg-Glücksburg                 |                                                           | 13. principessa Lisbeth von Braunschweig-Grubenhagen (= 9) |                                                           |  |  |       |  |  |                                                    |  |  |                                    |  |
|                                                                        |                                                           | 14. Franz II, VI duca di Sassonia-Lauenburg                | 28. Franz I, V duca di Sassonia-Lauenburg                 |  |  |       |  |  |                                                    |  |  |                                    |  |
|                                                                        |                                                           | 14. Franz II, VI duca di Sassonia-Lauenburg                | 28. Franz I, V duca di Sassonia-Lauenburg                 |  |  |       |  |  |                                                    |  |  |                                    |  |
|                                                                        |                                                           | 14. Franz II, VI duca di Sassonia-Lauenburg                | 29. principessa Sibylle von Sachsen                       |  |  |       |  |  |                                                    |  |  |                                    |  |
| 7. duchessa Sophie Hedwig von Sachsen-Lauenburg                        |                                                           | 14. Franz II, VI duca di Sassonia-Lauenburg                |                                                           |  |  |       |  |  |                                                    |  |  |                                    |  |
|                                                                        |                                                           | 15. principessa Maria von Braunschweig-Wolfenbüttel        | 30. Julius, III duca di Brunswick-Wolfenbüttel            |  |  |       |  |  |                                                    |  |  |                                    |  |
|                                                                        |                                                           | 15. principessa Maria von Braunschweig-Wolfenbüttel        | 30. Julius, III duca di Brunswick-Wolfenbüttel            |  |  |       |  |  |                                                    |  |  |                                    |  |
|                                                                        |                                                           | 15. principessa Maria von Braunschweig-Wolfenbüttel        | 31. margravia Hedwig von Brandenburg                      |  |  |       |  |  |                                                    |  |  |                                    |  |
|                                                                        |                                                           | 15. principessa Maria von Braunschweig-Wolfenbüttel        |                                                           |  |  |       |  |  |                                                    |  |  |                                    |  |